# Hau (Neuenweg)
Der Hau ist ein 825 m ü. NHN hoher Passübergang zwischen Neuenweg und  Wembach im Südschwarzwald. Die in Ost-West-Richtung verlaufende Passstraße (L131) ist rund 8,5 Kilometer lang. Der Name leitet sich aus dem zur Abwehr feindlicher Truppen dienender Verhau aus Bäumen und Büschen ab.

## Profil
Die Westauffahrt von Neuenweg überwindet auf zwei Kilometer einen Höhenunterschied von 105 Höhenmeter, was einer durchschnittlichen Steigung von 5,2 % entspricht. Das Steigungsmaximum beträgt 7,2 %. Von der Westrampe hat man einen direkten Blick zum Belchen. Von der Westrampe zweigt in nördliche Richtung der Wohnplatz Belchenhöfe ab.
Nördlich des Passes auf rund 845 m befindet sich eine fünfeckige Sternschanze (Lage) aus der Zeit um 1700. Auf der Südseite der Passstraße befindet sich neben einem Waldparkplatz auf rund 840 m eine Quadratschanze (Lage). Der Hau gehörte bis zum 18. Jahrhundert zur historischen Verteidigungslinie zwischen Vorderösterreich und der Markgrafschaft Baden-Durlach. (→ Verteidigungsanlage Böllener Eck)
Die Ostrampe überwindet auf 6,5 Kilometern einen Höhenunterschied von 320 Höhenmeter, was einer durchschnittlichen Steigung von 4,9 % entspricht. Steigungsmaximal im oberen Drittel reichen bis 13 %. Etwa auf der Hälfte der Rampe zweigt in Nördliche Richtung die Straße über die Untere Stuhlsebene ab, einem weiteren Passübergang.

## Weiler Hau
Auf etwa 770 m Höhe befindet sich der zu Neuenweg gehörige, gleichnamige Weiler Hau. Er liegt rund 150 Meter südwestlich der Passhöhe (Lage).